# Coppa Campioni d'Italia
La Coppa Campioni d'Italia è il trofeo assegnato annualmente al club calcistico vincitore del campionato italiano di Serie A.

## Descrizione

Il presidente della Juventus, Giampiero Boniperti, riceve la Coppa nel 1984, nella vecchia cerimonia privata all'interno della sede della Lega.

Il trofeo, che poggia su di un basamento in pietra sodalite blu e reca al centro una ghiera in oro raffigurante un'allegoria di atleti, fu ideato nel 1960 dallo scultore e medaglista Ettore Calvelli. In origine, la coppa aveva un'altezza di 45 cm circa e un peso di 5 kg circa; in seguito, tra il 2015 e il 2016, queste dimensioni sono andate ad aumentare – nello specifico, un'altezza di 58 cm e un peso di 8 kg – prettamente per esigenze televisive. Il trofeo ha un valore di circa 60 000 euro e porta incisi, sulla base dorata, i nomi di tutte le squadre che hanno vinto il massimo campionato a partire dalla stagione 1960-1961.
Per oltre quarant'anni la consegna del trofeo a un rappresentante del club vincitore avvenne nella sede della Lega Nazionale Professionisti, durante una cerimonia privata che si teneva a mesi di distanza dal conseguimento del titolo; in ragione di ciò, l'esistenza del suddetto trofeo era relativamente sconosciuta al di fuori degli addetti ai lavori.

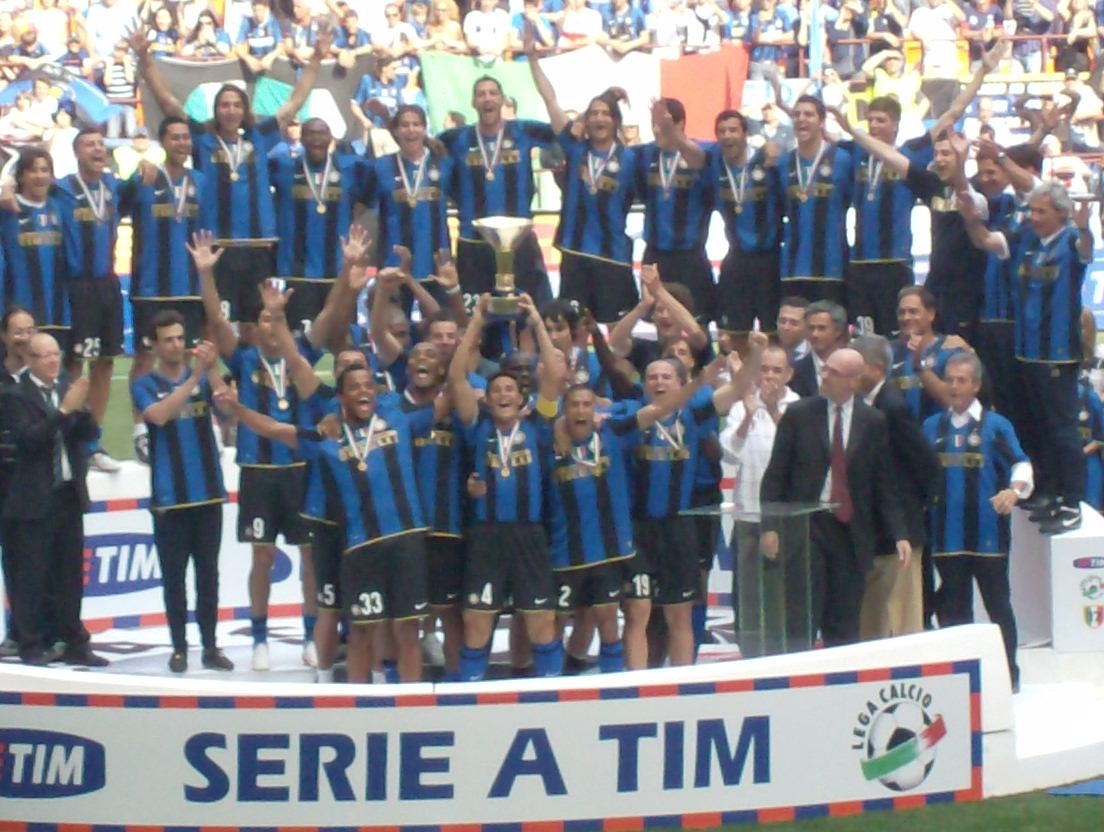
I giocatori dell'Inter ricevono la Coppa nel 2009, nell'attuale cerimonia di premiazione pubblica in campo.

Dalla stagione 2004-2005, uniformandosi a quanto già accadeva nei principali campionati esteri, la squadra vincitrice della Serie A riceve la coppa e le medaglie d'oro di campioni d'Italia direttamente sul campo: nel caso in cui lo scudetto venga assegnato all'ultima giornata la premiazione della squadra Campione d'Italia avviene subito dopo la conclusione della sua ultima partita di campionato, indipendentemente dal fatto che si sia giocata in casa o in trasferta; nel caso in cui la certezza matematica dello scudetto arrivi con almeno un turno di anticipo la cerimonia di premiazione si svolge sempre nello stadio della squadra laureatasi campione, in occasione della sua ultima partita casalinga di campionato.
La prima società a essere premiata con la Coppa Campioni d'Italia fu, nel 1961, la Juventus, che sarà anche la prima a celebrare la premiazione in campo nel 2005. Il trofeo originale rimane di proprietà della Lega di Serie A ed è solo detenuto in custodia dal club detentore del titolo; alla riconsegna la società riceve una riproduzione in scala ridotta da esporre nella propria sala trofei.

## Albo d'oro
| Stagione  | Vincitore  | Allenatore           | Capitano               |
| --------- | ---------- | -------------------- | ---------------------- |
| 1960-1961 | Juventus   | Carlo Parola         | Giampiero Boniperti    |
| 1961-1962 | Milan      | Nereo Rocco          | Cesare Maldini         |
| 1962-1963 | Inter      | Helenio Herrera      | Armando Picchi         |
| 1963-1964 | Bologna    | Fulvio Bernardini    | Mirko Pavinato         |
| 1964-1965 | Inter      | Helenio Herrera      | Armando Picchi         |
| 1965-1966 | Inter      | Helenio Herrera      | Armando Picchi         |
| 1966-1967 | Juventus   | Heriberto Herrera    | Ernesto Castano        |
| 1967-1968 | Milan      | Nereo Rocco          | Gianni Rivera          |
| 1968-1969 | Fiorentina | Bruno Pesaola        | Giancarlo De Sisti     |
| 1969-1970 | Cagliari   | Manlio Scopigno      | Pierluigi Cera         |
| 1970-1971 | Inter      | Giovanni Invernizzi  | Sandro Mazzola         |
| 1971-1972 | Juventus   | Čestmír Vycpálek     | Sandro Salvadore       |
| 1972-1973 | Juventus   | Čestmír Vycpálek     | Sandro Salvadore       |
| 1973-1974 | Lazio      | Tommaso Maestrelli   | Giuseppe Wilson        |
| 1974-1975 | Juventus   | Carlo Parola         | Pietro Anastasi        |
| 1975-1976 | Torino     | Luigi Radice         | Claudio Sala           |
| 1976-1977 | Juventus   | Giovanni Trapattoni  | Giuseppe Furino        |
| 1977-1978 | Juventus   | Giovanni Trapattoni  | Giuseppe Furino        |
| 1978-1979 | Milan      | Nils Liedholm        | Gianni Rivera          |
| 1979-1980 | Inter      | Eugenio Bersellini   | Graziano Bini          |
| 1980-1981 | Juventus   | Giovanni Trapattoni  | Giuseppe Furino        |
| 1981-1982 | Juventus   | Giovanni Trapattoni  | Giuseppe Furino        |
| 1982-1983 | Roma       | Nils Liedholm        | Agostino Di Bartolomei |
| 1983-1984 | Juventus   | Giovanni Trapattoni  | Gaetano Scirea         |
| 1984-1985 | Verona     | Osvaldo Bagnoli      | Roberto Tricella       |
| 1985-1986 | Juventus   | Giovanni Trapattoni  | Gaetano Scirea         |
| 1986-1987 | Napoli     | Ottavio Bianchi      | Diego Maradona         |
| 1987-1988 | Milan      | Arrigo Sacchi        | Franco Baresi          |
| 1988-1989 | Inter      | Giovanni Trapattoni  | Giuseppe Baresi        |
| 1989-1990 | Napoli     | Alberto Bigon        | Diego Maradona         |
| 1990-1991 | Sampdoria  | Vujadin Boškov       | Luca Pellegrini        |
| 1991-1992 | Milan      | Fabio Capello        | Franco Baresi          |
| 1992-1993 | Milan      | Fabio Capello        | Franco Baresi          |
| 1993-1994 | Milan      | Fabio Capello        | Franco Baresi          |
| 1994-1995 | Juventus   | Marcello Lippi       | Roberto Baggio         |
| 1995-1996 | Milan      | Fabio Capello        | Franco Baresi          |
| 1996-1997 | Juventus   | Marcello Lippi       | Antonio Conte          |
| 1997-1998 | Juventus   | Marcello Lippi       | Antonio Conte          |
| 1998-1999 | Milan      | Alberto Zaccheroni   | Paolo Maldini          |
| 1999-2000 | Lazio      | Sven-Göran Eriksson  | Alessandro Nesta       |
| 2000-2001 | Roma       | Fabio Capello        | Francesco Totti        |
| 2001-2002 | Juventus   | Marcello Lippi       | Alessandro Del Piero   |
| 2002-2003 | Juventus   | Marcello Lippi       | Alessandro Del Piero   |
| 2003-2004 | Milan      | Carlo Ancelotti      | Paolo Maldini          |
| 2004-2005 | revocato   | revocato             | revocato               |
| 2005-2006 | Inter      | Roberto Mancini      | Javier Zanetti         |
| 2006-2007 | Inter      | Roberto Mancini      | Javier Zanetti         |
| 2007-2008 | Inter      | Roberto Mancini      | Javier Zanetti         |
| 2008-2009 | Inter      | José Mourinho        | Javier Zanetti         |
| 2009-2010 | Inter      | José Mourinho        | Javier Zanetti         |
| 2010-2011 | Milan      | Massimiliano Allegri | Massimo Ambrosini      |
| 2011-2012 | Juventus   | Antonio Conte        | Alessandro Del Piero   |
| 2012-2013 | Juventus   | Antonio Conte        | Gianluigi Buffon       |
| 2013-2014 | Juventus   | Antonio Conte        | Gianluigi Buffon       |
| 2014-2015 | Juventus   | Massimiliano Allegri | Gianluigi Buffon       |
| 2015-2016 | Juventus   | Massimiliano Allegri | Gianluigi Buffon       |
| 2016-2017 | Juventus   | Massimiliano Allegri | Gianluigi Buffon       |
| 2017-2018 | Juventus   | Massimiliano Allegri | Gianluigi Buffon       |
| 2018-2019 | Juventus   | Massimiliano Allegri | Giorgio Chiellini      |
| 2019-2020 | Juventus   | Maurizio Sarri       | Giorgio Chiellini      |
| 2020-2021 | Inter      | Antonio Conte        | Samir Handanovič       |
| 2021-2022 | Milan      | Stefano Pioli        | Alessio Romagnoli      |
| 2022-2023 | Napoli     | Luciano Spalletti    | Giovanni Di Lorenzo    |
| 2023-2024 | Inter      | Simone Inzaghi       | Lautaro Martínez       |
| 2024-2025 | Napoli     | Antonio Conte        | Giovanni Di Lorenzo    |

## Coppe per squadra
| Squadra    | Coppe | Stagioni |
| ---------- | ----- | --- |
| Juventus   | 25    | 1960-1961, 1966-1967, 1971-1972, 1972-1973, 1974-1975, 1976-1977, 1977-1978, 1980-1981, 1981-1982, 1983-1984, 1985-1986, 1994-1995, 1996-1997, 1997-1998, 2001-2002, 2002-2003, 2011-2012, 2012-2013, 2013-2014, 2014-2015, 2015-2016, 2016-2017, 2017-2018, 2018-2019, 2019-2020 |
| Inter      | 13    | 1962-1963, 1964-1965, 1965-1966, 1970-1971, 1979-1980, 1988-1989, 2005-2006, 2006-2007, 2007-2008, 2008-2009, 2009-2010, 2020-2021, 2023-2024 |
| Milan      | 12    | 1961-1962, 1967-1968, 1978-1979, 1987-1988, 1991-1992, 1992-1993, 1993-1994, 1995-1996, 1998-1999, 2003-2004, 2010-2011, 2021-2022 |
| Napoli     | 4     | 1986-1987, 1989-1990, 2022-2023, 2024-2025 |
| Lazio      | 2     | 1973-1974, 1999-2000 |
| Roma       | 2     | 1982-1983, 2000-2001 |
| Bologna    | 1     | 1963-1964 |
| Fiorentina | 1     | 1968-1969 |
| Cagliari   | 1     | 1969-1970 |
| Torino     | 1     | 1975-1976 |
| Verona     | 1     | 1984-1985 |
| Sampdoria  | 1     | 1990-1991 |